# Kira Mária Kapustíková
Kira Mária Kapustíková (* 2009) ist eine slowakische Skispringerin und Nordische Kombiniererin.

## Werdegang
Kira Kapustíková startete erstmals im Januar 2023 in der internationalen Nordischen Kombination, als sie als 26. beim Youth Cup der Nordischen Kombination in Harrachov debütierte. In dieser Wettkampfserie startete sie mehrmals bis zum Sommer 2024 und konnte mehrere Top-10-Platzierungen sowie einen Podestplatz erreichen. In der nordischen Kombination starte sie außerdem nur noch einmal im Grand Prix 2024 und bei den nordischen Skiweltmeisterschaften 2025 in Trondheim, beide Male lag sie auf den hinteren Rängen.
Nachdem sie bereits 2021 bei einem Nachwuchswettkampf in Ruhpolding im Skispringen gestartet war, debütierte Kapustíková im Sommer 2024 im Skisprung Intercontinental-Cup in Hinterzarten und erzielte ihre ersten Punkte. Über die Sommersaison konnte sie sich auch dreimal in den Top 15 platzieren, wodurch sie das Startrecht im Weltcup erhielt.
Zum Auftakt des Skisprung-Weltcup 2024/25 debütierte sie in Lillehammer und qualifizierte sich für ihren ersten Wettkampf der obersten Wettkampfklasse, den sie als 35. außerhalb der Punkteränge beendete. In regelmäßigen weiteren Auftritten im Weltcup und bei den Nordischen Skiweltmeisterschaften 2025 während der Saison scheiterte sie an der Qualifikation, während sie im Intercontinental-Cup meist punktete und als Elfte in Zhangjiakou ihr bisher bestes Ergebnis erreichte.
Kapustíková nahm mehrmals an tschechischen und polnischen Meisterschaften teil, wo sie außer Konkurrenz das Podium erreichte.
Ihr Bruder Hektor Kapustík ist ebenfalls Skispringer und Nordischer Kombinierer.